# Lille göl (Stenberga socken, Småland)
Lille göl är en sjö i Vetlanda kommun i Småland och ingår i Emåns huvudavrinningsområde. Sjön är 4,5 meter djup, har en yta på 0,019 kvadratkilometer och är belägen 208 meter över havet.